# Pierre Danel
Pour les articles homonymes, voir Danel.
Pierre-François Danel (19 octobre 1902 - 13 septembre 1966) est un ingénieur français, spécialiste de l'hydraulique.

## Biographie
Diplômé de l’École centrale des arts et manufactures de Paris (promotion 1927), il effectua son service militaire comme officier observateur aérostier, ce qui lui donna sans doute sa première occasion d’expérimenter la structure de la turbulence.
Il commence sa carrière professionnelle le 12 octobre 1928 auprès du laboratoire hydraulique des Ateliers Neyret-Beylier et Piccard-Pictet (devenus par la suite les établissements Neyrpic).
Année par année, Pierre Danel allait s’attacher à le développer. Immédiatement passionné pour l’hydraulique, se rendant compte très vite des immenses possibilités des études sur modèle réduit, comprenant qu’il fallait être un précurseur dans cette voie, si l’on voulait prétendre y tenir une place à l’échelle internationale, il apporta à cette tâche toute l’impulsion de son génie créateur.
Refusant toute routine, il marque son travail de sa puissante originalité avec une équipe de pionniers.
Quarante années de recherches, d’essais, d’études marquées de quelques jalons :
- en 1934, avec le modèle du barrage de Jons, sont abordés les problèmes d’affouillements en rivière ;
- en 1940, fonctionnait le premier modèle maritime (port de Boulogne-sur-Mer) qui utilisait des appareils à vagues conçus en 1937 ;
- en 1944, dans des conditions exceptionnellement difficiles et dans un temps record, le laboratoire étudie à la demande de l’état-major allié les conditions du passage du Rhin ;
- en 1950, la marine française lui confie le soin de vérifier la stabilité des futures digues de la base navale de Mers-el-Kebir. Convaincu que les blocs très traditionnels proposés pour construire la digue sont loin d’offrir le meilleur profil hydraulique, les ingénieurs grenoblois décident de chercher une autre solution. Après plusieurs mois de recherche hors contrat, ils finissent par mettre au point un bloc de protection en béton, le tétrapode, spécialement conçu pour résister à la houle[3]. Aujourd’hui, le Tétrapode et ses descendants équipent des milliers d’aménagements maritimes.
- en 1955, le modèle réduit franchit une étape décisive, reproduisant fidèlement l’évolution de l’estuaire de la Seine depuis 1869 et permettant de projeter avec sécurité les ouvrages d’amélioration du chenal qui ont été, depuis lors, réalisés avec toute l’efficacité prévue.

Mais on ne peut non plus passer sous silence l’importante contribution de Pierre Danel dans le domaine de l’hydraulique appliquée à l’agriculture. Il imagina des appareils simples et ingénieux de répartition des débits et du contrôle des niveaux dans les canaux d’irrigation, désormais répandus dans un grand nombre de pays.
Par ailleurs, il prit une part déterminante dans les progrès de la technique des turbines et des vannes hydrauliques ; il fit équiper un laboratoire - devenu maintenant partie intégrante de SOGREAH – de remarquables moyens d’essais dans le domaine de la cavitation et, jusqu’à ses derniers jours, contribua à l’étude de la première centrale marémotrice du monde.
Dans le même temps, Pierre Danel se persuadait qu’il ne suffit pas de connaître la science à travers les livres, science déjà figée, mais qu’il était indispensable de suivre la science telle qu’elle se crée à chaque minute du présent. Il entreprit d’innombrables visites des laboratoires d’hydraulique à travers le monde, consignant ses observations dans de minutieux comptes rendus, et participa à de très nombreux congrès internationaux, colloques ou symposia. C’est lors de ses tournées, sans doute, qu’il renforça sa conviction de l’importance, pour les chercheurs, de la documentation vivante, aisément accessible, qu’il s’attacha sans relâche à créer à Beauvert.
Là aussi naquit son désir de diffusion de la recherche hydraulique, désir qu’il réalisa après guerre en fondant La Houille Blanche, nouvelle série, qu’il dirigeait et animait avec passion.
Prolongement naturel de son goût de former autrui qu’il exerça de 1933 à 1945 comme directeur du Laboratoire d’hydraulique de l’université de Grenoble et comme chargé de cours de l’Institut polytechnique, il sut profiter de la période d’activité réduite de la guerre pour fortifier son équipe, animant des séries de colloques permettant d’approfondir tels problèmes techniques qui le préoccupaient et de conserver intact le potentiel du Laboratoire.
Chevalier de la Légion d’honneur, officier de l’Instruction publique, chevalier du Mérite agricole, membre du Comité technique de la Société Hydrotechnique de France, de la Société des ingénieurs civils, de l’Association technique maritime et aéronautique, de la Société scientifique du Dauphiné et de nombreuses sociétés savantes étrangères, Pierre Danel était ancien président de l’Association internationale de recherches hydrauliques et de la commission internationale des irrigations et du drainage.

## Distinctions
- Chevalier de l'ordre du Mérite agricole
- Officier de l'ordre des Palmes académiques
- Chevalier de la Légion d'honneur (1948)